# Alexander Dürr
Alexander Dürr (* 4. Februar 1971 in Marktoberdorf) ist ein ehemaliger deutscher Fußballspieler und -trainer.

## Karriere
Der aus Marktoberdorf im Landkreis Ostallgäu stammende Dürr begann zunächst beim ortsansässigen TSV Marktoberdorf mit dem Fußballspielen und wechselte 17-jährig in die A-Jugendmannschaft der SpVgg Kaufbeuren. Dem Jugendalter entwachsen wurde er 18-jährig vom FC Bayern München verpflichtet, für deren zweite Mannschaft er in der Saison 1989/90 in der drittklassigen Amateuroberliga Bayern Punktspiele bestritt.
Nach Kaufbeuren zurückgekehrt, spielte er eine Saison lang erneut für die SpVgg Kaufbeuren, bevor er zum TSV Marktoberdorf wechselte und dort drei Spielzeiten absolvierte.
Zur Saison 1994/95 folgte dann der Wechsel zu den Stuttgarter Kickers, für die er in der drittklassigen Regionalliga Süd aktiv war und dazu beitrug, das der Verein am Ende der Saison 1995/96 diese als Meister abschloss und somit auch in die 2. Bundesliga aufstieg. Er hingegen wechselte zum Drittligisten SpVgg Greuther Fürth, mit der er als Zweitplatzierter der Saison 1996/97 ebenfalls den Aufstieg in die 2. Bundesliga realisierte. In dieser debütierte er am 10. August 1997 (3. Spieltag) beim 1:0-Sieg im Heimspiel gegen den FSV Zwickau. In 30 Punktspielen erzielte er fünf Tore, wobei er sein erstes am 31. August 1997 (5. Spieltag) beim 2:2-Unentschieden im Heimspiel gegen Fortuna Düsseldorf erzielte.
In den darauffolgenden Spielzeiten bis 2003 war er für mehrere Regional- und Oberligisten  – jeweils eine Saison lang – aktiv. Von 2003 bis 2006 spielte er erstmals mehr als eine Saison für einen Verein. Für den TSV Aindling aus dem gleichnamigen Markt im Landkreis Aichach-Friedberg spielte er in der viertklassigen Bayernliga. Danach folgten fünf Spielzeiten für den TSV Dasing, zwei davon und aufstiegsbedingt in der Kreisliga Ost, als Spielertrainer. Von 2012 bis 2014 spielte er – ebenfalls als Spielertrainer – für den SSV Alsmoos-Petersdorf, zuletzt und nach zweimaligen Aufstieg, in der Kreisliga Ost. Die Rückrunde der Saison 2014/15 war er Spielertrainer des SV Gablingen.